# Cestistica Messina
La Cestistica Messina è stata una società di pallacanestro attiva a Messina tra il 1951 e il 1994.
Dopo la fusione con la sezione cestistica del CUS Messina, ha disputato come Polisportiva Messina sei stagioni di Serie A 2ª serie tra il 1959-60 e il 1964-65.
Riassunta la vecchia denominazione, ha disputato sei stagioni in Serie B, di cui una con l'accesso alla Poule A2.

## Cronistoria
| Cronistoria della Cestistica Messina |
| --- |
| - 1951-1952 · nel Girone R di Serie C. - 1952-1953 · - 1953-1954 · - 1954-1955 · 3ª nel Girone R di Serie C. - 1955-1956 · 2ª nel Girone R di Serie C. - 1956-1957 · 1ª nel Girone siciliano-calabrese di Serie C, promossa in Serie B. - 1957-1958 · si fonde con il CUS Messina e si iscrive come Cus Cestistica Messina. 1ª in Serie B, perde lo spareggio promozione. - 1958-1959 · il CUS Messina si ritira e la squadra si trasforma in Polisportiva Messina. 1ª nel Girone D di Serie B, vince lo spareggio, 2º nel girone finale, promossa in Serie A. - 1959-1960 · 3ª nel Girone A di Serie A. - 1960-1961 · 3ª nel Girone D di Serie A. - 1961-1962 · 5ª nel Girone D di Serie A. - 1962-1963 · Simmenthal, 4ª nel Girone D di Serie A. - 1963-1964 · Simmenthal, 6ª nel Girone D di Serie A. - 1964-1965 · 6ª nel Girone D di Serie A, ammessa in Serie B per la riforma dei campionati. - 1965-1966 · Spinasanta, 9ª nel Girone C di Serie B, retrocessa in Serie C. - 1966-1967 · la squadra riassume la denominazione di Cestistica. 5ª nel Girone E di Serie C. - 1967-1968 · si fonde con la Libertas Messina nella nuova Fides Basket Messina; prosegue l'attività nelle giovanili sponsorizzata Intercontinentale. - 1968-1969 · Intercontinentale, 1ª in Prima Divisione, promossa in Promozione. - 1969-1970 · Intercontinentale, 1ª nel Girone siciliano orientale di Promozione, promossa in Serie D. - 1970-1971 · 2ª in Serie D. - 1971-1972 · 1ª in Serie D, promossa in Serie C. - 1972-1973 · 3ª nel Girone F di Serie C. - 1973-1974 · 5ª nel Girone F di Serie C. - 1974-1975 · 1ª in Serie C, 3ª in Serie B/C, 2ª in Poule B, promossa in Serie B. - 1975-1976 · 4ª nel Girone F di Serie B, 6ª nel Girone D di seconda fase, 1ª in Serie C1. - 1976-1977 · 10ª nel Girone C di Serie B, 2ª nel girone promozione di Serie C. - 1977-1978 · 4ª nel Girone F di Serie B, 8ª nel Girone C di Poule A2. - 1978-1979 · 6ª nel Girone D di Serie B, 4ª in Poule B. - 1979-1980 · 6ª nel Girone D di Serie B, 1ª in Poule B, ammessa in Serie C1. - 1980-1981 · 6ª in Serie C1, 5ª in Poule C1. - 1981-1982 · 6ª in Serie C1. - 1982-1983 · 5ª in Serie C1. - 1983-1984 · 6ª in Serie C1. - 1984-1985 · 10ª in Serie C1. - 1985-1986 · 9ª nel Girone H di Serie C1. - 1986-1987 · 11ª nel Girone H di Serie C. - 1987-1988 · 16ª nel Girone H di Serie C, retrocessa in Serie D. - 1988-1989 · 3ª nel Girone Q di Serie D. - 1989-1990 · 8ª nel Girone Q di Serie D. - 1990-1991 · 14ª nel Girone Q di Serie D, retrocessa in Promozione. - 1991-1992 · - 1992-1993 · 12ª nel Girone Q di Serie D. - 1993-1994 · 15ª nel Girone Q di Serie D, retrocessa in Promozione. |